# کفش‌های ماهیگیر
کفش‌های ماهیگیر (انگلیسی: The Shoes of the Fisherman) فیلمی در ژانر درام به کارگردانی مایکل اندرسون است که در سال ۱۹۶۸ منتشر شد.

## خلاصه فیلم
اسقف اعظم اوکراین پس از دو دهه اسارت در صربستان آزاد می‌شود. او توسط یک کشیش دردسرساز به رم برده می‌شود. پس از وارد شدن به واتیکان او به سرعت ملاقاتی با پاپ ترتیب داده و توسط او به عنوان کاردینالی می‌رسد و…

## بازیگران
- آنتونی کوئین
- لارنس الیویه
- اسکار ورنر
- دیوید جانسن
- ویتوریو دسیکا
- لئو مک‌کرن
- جان گیلگد
- باربارا جفورد
- روزماری دکستر
- فرانک فینلی
- آرنولدو فوآ
- کلایو رویل
- ایسا میراندا
- نیل مک‌گینیس
- لئوپولدو تریئسته
- اوکه لیندمان
- پیتر کاپلی